# Joseph Schubert (componist)
Joseph Schubert (Warnsdorf, 20 december 1757 – Dresden, 28 juli 1837) was een Duitse violist, altviolist en componist.

## Levensloop
Schubert (geen familie van Franz Schubert) werd geboren in Bohemen. Zijn eerste muzieklessen kreeg hij van zijn vader, die cantor was. In Praag en Berlijn studeerde hij viool. In 1778 voltooide hij zijn opleiding. In het jaar daarop trad hij als violist in dienst van markgraaf Hendrik Frederik van Brandenburg-Schwedt. In 1788, het jaar van diens overlijden, verhuisde Schubert naar Dresden, waar hij altviool speelde in de Kurfürstlich-sächsische Kapelle (die later de Staatskapelle Dresden werd). Het was het orkest van Frederik August I van Saksen.
Hij bleef bij het orkest tot zijn dood in 1837.

## Oeuvre
Joseph Schubert was een productieve componist. Op zijn naam staan:

### Opera’s
- Die Entzauberung
- Die Landplagen oder Das blaue Ungeheuer
- Der Gutshof zu Genua
- Rosalia

### Andere werken
- 15 missen
- 1 symfonie
- ca. 50 concerten voor verschillende instrumenten: orgel, viool, altviool, cello, fluit, hobo, klarinet, fagot en hoorn
- kamermuziek
- klaviermuziek
- liederen

Schuberts altvioolconcert in C-majeur is zijn enige werk dat heden nog bekendheid geniet. Er bestaan twee platenopnamen van:
- Klassische Konzerte für Viola: Württembergisches Kammerorchester onder Jörg Faerber met Vidor Nagy als solist (met een altvioolconcert van Alessandro Rolla). Lp Carus FSM 63 109 (1980), cd Bayer 100 309 (2000)
- Concertos pour alto: Les Solistes de Montpellier-Moscou onder Gérard Caussé, tevens solist (met altvioolconcerten van Franz Anton Hoffmeister, Johann Nepomuk Hummel en Carl Maria von Weber). Cd EMI Classics CDC 7 54817 2 (1997)